# Conopophila rufogularis
Papa-mel-de-garganta-ruiva (Conopophila rufogularis) é uma espécie de ave da família Meliphagidae.
É endémica da Austrália.
Os seus habitats naturais são: florestas de mangal tropicais ou subtropicais.